# Jeruzsálemi királyok házastársainak listája

A Jeruzsálemi Királyság címere

A jeruzsálemi királyok házastársainak listáját tartalmazza az alábbi táblázat 1099-től 1291-ig, 1291-től címzetes királyi hitvesek 1946-ig.

## Boulogne-ház, 1099–1118
| Képe | Címere | Neve                          | Apja                          | Születése | Házassága        | Királyi hitvessé válása (koronázása) | Királyi hitvesi státus vége | Halála            | Házastársa |
| ---- | ------ | ----------------------------- | ----------------------------- | --------- | ---------------- | ------------------------------------ | --------------------------- | ----------------- | ---------- |
|      |        | Marasi Arda királyné          | ?Torosz marasi úr             | ?         | 1097             | 1100. december 25. férje koronázása  | 1105 válás                  | 1117 után         | I. Balduin |
|      |        | Montferrati Adelhaid királyné | Manfred del Vasto (Aleramici) | 1072/5    | 1113. szeptember | 1113. szeptember                     | 1117 válás                  | 1118. április 16. | I. Balduin |

## Rethel-ház, 1118–1153
| Képe | Címere | Neve                             | Apja                                          | Születése | Házassága                   | Királyi hitvessé válása (koronázása) | Királyi hitvesi státus vége                                                                                   | Halála | Házastársa  |
| ---- | ------ | -------------------------------- | --------------------------------------------- | --------- | --------------------------- | --- | --- | --- | ----------- |
| –    |        | Melitenei Morfia királyné        | Gábor melitenei úr                            | ?         | 1101                        | 1118. április 14. férje koronázása 1119. karácsonya, Betlehem saját koronázása | 1126. október 1./1127                                                                                         | 1126. október 1./1127                                                                                         | II. Balduin |
|      |        | (Anjou) Fulkó iure uxoris király | IV. Fulkó, Anjou grófja (/Második/ Anjou-ház) | 1089/92   | 1129. június 2., Jeruzsálem | 1131. augusztus 21. Felesége trónra lépésekor Fulkó elnyerte a iure uxoris királyi címet és társuralkodói rangra emelkedett felesége mellett. 1131. szeptember 14., Jeruzsálem koronázása | 1143. november 13. Fulkó halálát követően felesége fiukat, III. Balduint társuralkodóvá nevezi ki maga mellé. | 1143. november 13. Fulkó halálát követően felesége fiukat, III. Balduint társuralkodóvá nevezi ki maga mellé. | Melisenda   |

## (Második) Anjou-ház, 1143–1185
| Képe                                                                               | Címere                                                                             | Neve                                                                               | Apja                                                                               | Születése                                                                          | Házassága                                                                          | Királyi hitvessé válása (koronázása)                                               | Királyi hitvesi státus vége                                                        | Halála                                                                             | Házastársa           |
| ---------------------------------------------------------------------------------- | ---------------------------------------------------------------------------------- | ---------------------------------------------------------------------------------- | ---------------------------------------------------------------------------------- | ---------------------------------------------------------------------------------- | ---------------------------------------------------------------------------------- | ---------------------------------------------------------------------------------- | ---------------------------------------------------------------------------------- | ---------------------------------------------------------------------------------- | -------------------- |
|                                                                                    |                                                                                    | Komnéna Teodóra királyné                                                           | Komnenosz Izsák bizánci császári herceg (Komnénosz-ház)                            | 1145                                                                               | 1158. szeptember után                                                              | 1158. szeptember után                                                              | 1162. február 10. férje halála                                                     | ?                                                                                  | III. Balduin         |
|                                                                                    |                                                                                    | Komnéna Mária királyné                                                             | Komnénosz János bizánci császári herceg (Komnénosz-ház)                            | 1154                                                                               | 1167. augusztus 29.                                                                | 1167. augusztus 29.                                                                | 1174. július 11. férje halála                                                      | 1217                                                                               |                      |
| Betegsége miatt nem nősült meg, uralkodása alatt nem volt királyi hitves 1174–1185 | Betegsége miatt nem nősült meg, uralkodása alatt nem volt királyi hitves 1174–1185 | Betegsége miatt nem nősült meg, uralkodása alatt nem volt királyi hitves 1174–1185 | Betegsége miatt nem nősült meg, uralkodása alatt nem volt királyi hitves 1174–1185 | Betegsége miatt nem nősült meg, uralkodása alatt nem volt királyi hitves 1174–1185 | Betegsége miatt nem nősült meg, uralkodása alatt nem volt királyi hitves 1174–1185 | Betegsége miatt nem nősült meg, uralkodása alatt nem volt királyi hitves 1174–1185 | Betegsége miatt nem nősült meg, uralkodása alatt nem volt királyi hitves 1174–1185 | Betegsége miatt nem nősült meg, uralkodása alatt nem volt királyi hitves 1174–1185 | IV. (Leprás) Balduin |

## Montferrat-ház, 1183/85–1186
| Képe                                                                            | Címere                                                                          | Neve                                                                            | Apja                                                                            | Születése                                                                       | Házassága                                                                       | Királyi hitvessé válása (koronázása)                                            | Királyi hitvesi státus vége                                                     | Halála                                                                          | Házastársa |
| ------------------------------------------------------------------------------- | ------------------------------------------------------------------------------- | ------------------------------------------------------------------------------- | ------------------------------------------------------------------------------- | ------------------------------------------------------------------------------- | ------------------------------------------------------------------------------- | ------------------------------------------------------------------------------- | ------------------------------------------------------------------------------- | ------------------------------------------------------------------------------- | ---------- |
| Kilencévesen halt meg, uralkodása alatt nem volt királyi házastárs 1183/85–1186 | Kilencévesen halt meg, uralkodása alatt nem volt királyi házastárs 1183/85–1186 | Kilencévesen halt meg, uralkodása alatt nem volt királyi házastárs 1183/85–1186 | Kilencévesen halt meg, uralkodása alatt nem volt királyi házastárs 1183/85–1186 | Kilencévesen halt meg, uralkodása alatt nem volt királyi házastárs 1183/85–1186 | Kilencévesen halt meg, uralkodása alatt nem volt királyi házastárs 1183/85–1186 | Kilencévesen halt meg, uralkodása alatt nem volt királyi házastárs 1183/85–1186 | Kilencévesen halt meg, uralkodása alatt nem volt királyi házastárs 1183/85–1186 | Kilencévesen halt meg, uralkodása alatt nem volt királyi házastárs 1183/85–1186 | V. Balduin |

## (Második) Anjou-ház, 1186–1190
| Képe | Címere | Neve                                   | Apja                                                      | Születése | Házassága | Királyi hitvessé válása (koronázása) | Királyi hitvesi státus vége                                                             | Halála           | Házastársa  |
| ---- | ------ | -------------------------------------- | --------------------------------------------------------- | --------- | --- | --- | --------------------------------------------------------------------------------------- | ---------------- | ----------- |
|      |        | I. (Lusignan) Guido iure uxoris király | VIII. Hugó, la Marche grófja, Lusignan ura (Lusignan-ház) | 1150/9/60 | 1186. augusztus Felesége trónra lépte, amellyel Guido elnyerte a iure uxoris királyi címet és társuralkodói rangra emelkedett felesége mellett. 1186. szeptember, Jeruzsálem koronázása a feleségével együtt | 1186. augusztus Felesége trónra lépte, amellyel Guido elnyerte a iure uxoris királyi címet és társuralkodói rangra emelkedett felesége mellett. 1186. szeptember, Jeruzsálem koronázása a feleségével együtt | 1190. július 25. Felesége halálát követően egyeduralkodóként uralkodott tovább 1192-ig. | 1194. július 18. | I. Szibilla |

## Lusignan-dinasztia, 1186/90–1192
| Képe                                                                                      | Címere                                                                                    | Neve                                                                                      | Apja                                                                                      | Születése                                                                                 | Házassága                                                                                 | Uralkodói hitvessé válása (koronázása)                                                    | Uralkodói hitvesi státus vége                                                             | Halála                                                                                    | Házastársa |
| ----------------------------------------------------------------------------------------- | ----------------------------------------------------------------------------------------- | ----------------------------------------------------------------------------------------- | ----------------------------------------------------------------------------------------- | ----------------------------------------------------------------------------------------- | ----------------------------------------------------------------------------------------- | ----------------------------------------------------------------------------------------- | ----------------------------------------------------------------------------------------- | ----------------------------------------------------------------------------------------- | ---------- |
| Felesége halála után nem nősült újra, egyeduralkodása alatt nem volt házastársa 1190–1192 | Felesége halála után nem nősült újra, egyeduralkodása alatt nem volt házastársa 1190–1192 | Felesége halála után nem nősült újra, egyeduralkodása alatt nem volt házastársa 1190–1192 | Felesége halála után nem nősült újra, egyeduralkodása alatt nem volt házastársa 1190–1192 | Felesége halála után nem nősült újra, egyeduralkodása alatt nem volt házastársa 1190–1192 | Felesége halála után nem nősült újra, egyeduralkodása alatt nem volt házastársa 1190–1192 | Felesége halála után nem nősült újra, egyeduralkodása alatt nem volt házastársa 1190–1192 | Felesége halála után nem nősült újra, egyeduralkodása alatt nem volt házastársa 1190–1192 | Felesége halála után nem nősült újra, egyeduralkodása alatt nem volt házastársa 1190–1192 | I. Guido   |

## Montferrat-ház, 1190/2–1192
| Képe | Címere | Neve                                    | Apja                                             | Születése | Házassága                 | Uralkodói hitvessé válása (koronázása) | Uralkodói hitvesi státus vége  | Halála                 | Házastársa |
| ---- | ------ | --------------------------------------- | ------------------------------------------------ | --------- | ------------------------- | -------------------------------------- | ------------------------------ | ---------------------- | ---------- |
|      |        | Anjou Izabella király nem volt királyné | Amalrik jeruzsálemi király ((Második) Anjou-ház) | 1171      | 1190. november 24., Akkón | 1190. november 24./1192. április       | 1192. április 28. férje halála | 1206. április 1. előtt | I. Konrád  |

## Champagne-ház, 1192–1197
| Képe | Címere | Neve                                    | Apja                                             | Születése | Házassága             | Uralkodói hitvessé válása (koronázása) | Uralkodói hitvesi státus vége     | Halála                 | Házastársa |
| ---- | ------ | --------------------------------------- | ------------------------------------------------ | --------- | --------------------- | -------------------------------------- | --------------------------------- | ---------------------- | ---------- |
|      |        | Anjou Izabella király nem volt királyné | Amalrik jeruzsálemi király ((Második) Anjou-ház) | 1171      | 1192. május 5., Akkón | 1192. május 5., Akkón                  | 1197. szeptember 10. férje halála | 1206. április 1. előtt | I. Henrik  |

## Lusignan-dinasztia, 1197/8–1205
| Képe | Címere | Neve                                    | Apja                                             | Születése | Házassága                | Uralkodói hitvessé válása (koronázása) | Uralkodói hitvesi státus vége | Halála                 | Házastársa |
| ---- | ------ | --------------------------------------- | ------------------------------------------------ | --------- | ------------------------ | -------------------------------------- | ----------------------------- | ---------------------- | ---------- |
|      |        | Anjou Izabella király nem volt királyné | Amalrik jeruzsálemi király ((Második) Anjou-ház) | 1171      | 1197/1198. január, Akkón | 1197/1198. január, Akkón               | 1205. április 1. férje halála | 1206. április 1. előtt | Imre       |

## Montferrat-ház, 1206–1212
| Képe | Címere | Neve                                    | Apja                                    | Születése | Házassága | Királyi hitvessé válása (koronázása) | Királyi hitvesi státus vége | Halála            | Házastársa |
| ---- | ------ | --------------------------------------- | --------------------------------------- | --------- | --- | --- | --- | ----------------- | ---------- |
|      |        | I. (Brienne-i) János iure uxoris király | II. Erhard brienne-i gróf (Brienne-ház) | 1170/75   | 1210. szeptember 14., Akkón Házasságkötése révén János elnyerte a iure uxoris királyi címet és társuralkodói rangra emelkedett felesége mellett. 1210. október 3., Türosz koronázása | 1210. szeptember 14., Akkón Házasságkötése révén János elnyerte a iure uxoris királyi címet és társuralkodói rangra emelkedett felesége mellett. 1210. október 3., Türosz koronázása | 1212. április 15. után Felesége halálát követően a lányuk kiskorúsága idején lányuk mellett János társuralkodó régensként uralkodik tovább. | 1237. március 27. | I. Mária   |

## Brienne-ház, 1210–1228
| Képe | Címere | Neve                                         | Apja                                              | Születése          | Házassága | Királyi hitvessé válása (koronázása) | Királyi hitvesi státus vége | Halála | Házastársa         |
| ---- | ------ | -------------------------------------------- | ------------------------------------------------- | ------------------ | --- | --- | --- | --- | ------------------ |
|      |        | I. Mária király nem volt királyné            | I. Konrád jeruzsálemi király (Montferrat-ház)     | 1192               | 1210. szeptember 14., Akkón Házasságkötése révén János elnyerte a iure uxoris királyi címet és társuralkodói rangra emelkedett felesége mellett. | 1210. szeptember 14., Akkón Házasságkötése révén János elnyerte a iure uxoris királyi címet és társuralkodói rangra emelkedett felesége mellett. | 1212. április 15. után Felesége halálát követően a lányuk kiskorúsága idején lányuk mellett János társuralkodó régensként uralkodik tovább. | 1212. április 15. után Felesége halálát követően a lányuk kiskorúsága idején lányuk mellett János társuralkodó régensként uralkodik tovább. | I. János           |
| –    |        | Kilikiai Stefánia királyné                   | I. Leó örmény király (Rupen-ház)                  | 1195 után          | 1214. április 23./30. | 1214. április 23./30. | 1220. június | 1220. június | I. János           |
| –    |        | Kasztíliai Berengária királyné               | IX. Alfonz leóni király (Burgundiai-ház)          | 1204               | 1224, Toledo | 1224, Toledo | 1225. november 9. férje trónfosztása | 1237. április 12. | I. János           |
|      |        | I. (Hohenstaufen) Frigyes iure uxoris király | VI. Henrik német-római császár (Hohenstaufen-ház) | 1194. december 26. | 1225. november 9., Brindisi Házasságkötése révén Frigyes elnyerte a iure uxoris királyi címet és társuralkodói rangra emelkedett felesége mellett. 1229. március 18., Jeruzsálem koronázása a felesége halála után társuralkodóként a fiuk kiskorúsága idején. | 1225. november 9., Brindisi Házasságkötése révén Frigyes elnyerte a iure uxoris királyi címet és társuralkodói rangra emelkedett felesége mellett. 1229. március 18., Jeruzsálem koronázása a felesége halála után társuralkodóként a fiuk kiskorúsága idején. | 1228. május 5. Felesége halálát követően a fiuk kiskorúsága idején mellette Frigyes társuralkodóként uralkodik tovább.                      | 1250. december 13. | II. Izabella Jolán |

## Hohenstaufen-dinasztia, 1228–1268
| Képe | Címere | Neve                                        | Apja                                      | Születése               | Házassága | Királyi hitvessé válása (koronázása)                                                                                                   | Királyi hitvesi státus vége                                                                                              | Halála | Házastársa       |
| ---- | ------ | ------------------------------------------- | ----------------------------------------- | ----------------------- | --- | --- | --- | --- | ---------------- |
|      |        | II. Izabella Jolán király nem volt királyné | I. János jeruzsálemi király (Brienne-ház) | 1212. április 15. után. | 1225. november 9. Házasságkötése révén férje elnyerte a iure uxoris királyi címet és társuralkodói rangra emelkedett Izabella mellett. | 1225. november 9. Házasságkötése révén férje elnyerte a iure uxoris királyi címet és társuralkodói rangra emelkedett Izabella mellett. | 1228. május 5. Izabella halálát követően a fiuk kiskorúsága idején fiuk mellett férje társuralkodóként uralkodik tovább. | 1228. május 5. Izabella halálát követően a fiuk kiskorúsága idején fiuk mellett férje társuralkodóként uralkodik tovább. | I. (II.) Frigyes |
|      |        | Plantagenet Izabella királyné               | János angol király (Plantagenêt-ház)      | 1214                    | 1235. július 15./20. | 1235. július 15./20. | 1241. december 1. | 1241. december 1. | I. (II.) Frigyes |
|      |        | Bajor Erzsébet királyné                     | II. Ottó bajor herceg (Wittelsbach-ház)   | 1227 (körül)            | 1246. szeptember 1. | 1246. szeptember 1. | 1254. május 21. férje halála                                                                                             | 1273. október 9. | II. Konrád       |
| –    |        | Landsbergi Zsófia királyné                  | Dietrich landsbergi gróf (Wettin-ház)     | 1258/1259               | 1266 | 1266 | 1268. október 29. férje halála                                                                                           | 1318. augusztus 24. | III. Konrád      |

## Lusignan-dinasztia, 1268–1489
| Képe | Címere | Neve | Apja | Születése | Házassága | Királyi hitvessé válása (koronázása) | Királyi hitvesi státus vége | Halála | Házastársa                          |
| --- | --- | --- | --- | --- | --- | --- | --- | --- | ----------------------------------- |
| – | | Ibelin Izabella királyné | Ibelin Guido ciprusi hadsereg-főparancsnok (Ibelin család) | 1241/42 | 1255. január 23. után | 1268. férje trónra lépte | 1284. március 24. férje halála | 1324. június 2. | I. Hugó                             |
| Nem nősült meg, uralkodása alatt nem volt házastársa 1284–1285 | Nem nősült meg, uralkodása alatt nem volt házastársa 1284–1285 | Nem nősült meg, uralkodása alatt nem volt házastársa 1284–1285 | Nem nősült meg, uralkodása alatt nem volt házastársa 1284–1285 | Nem nősült meg, uralkodása alatt nem volt házastársa 1284–1285 | Nem nősült meg, uralkodása alatt nem volt házastársa 1284–1285 | Nem nősült meg, uralkodása alatt nem volt házastársa 1284–1285 | Nem nősült meg, uralkodása alatt nem volt házastársa 1284–1285 | Nem nősült meg, uralkodása alatt nem volt házastársa 1284–1285 | II. János                           |
| Trónfosztásáig nem nősült meg, 1291-ben az egyiptomi hódítással megszűnik a Jeruzsálemi Királyság, attól kezdve a ciprusi királyok címzetes jeruzsálemi királyok lettek, első, tényleges uralkodása alatt nem volt házastársa 1285–1291/1306 | Trónfosztásáig nem nősült meg, 1291-ben az egyiptomi hódítással megszűnik a Jeruzsálemi Királyság, attól kezdve a ciprusi királyok címzetes jeruzsálemi királyok lettek, első, tényleges uralkodása alatt nem volt házastársa 1285–1291/1306 | Trónfosztásáig nem nősült meg, 1291-ben az egyiptomi hódítással megszűnik a Jeruzsálemi Királyság, attól kezdve a ciprusi királyok címzetes jeruzsálemi királyok lettek, első, tényleges uralkodása alatt nem volt házastársa 1285–1291/1306 | Trónfosztásáig nem nősült meg, 1291-ben az egyiptomi hódítással megszűnik a Jeruzsálemi Királyság, attól kezdve a ciprusi királyok címzetes jeruzsálemi királyok lettek, első, tényleges uralkodása alatt nem volt házastársa 1285–1291/1306 | Trónfosztásáig nem nősült meg, 1291-ben az egyiptomi hódítással megszűnik a Jeruzsálemi Királyság, attól kezdve a ciprusi királyok címzetes jeruzsálemi királyok lettek, első, tényleges uralkodása alatt nem volt házastársa 1285–1291/1306 | Trónfosztásáig nem nősült meg, 1291-ben az egyiptomi hódítással megszűnik a Jeruzsálemi Királyság, attól kezdve a ciprusi királyok címzetes jeruzsálemi királyok lettek, első, tényleges uralkodása alatt nem volt házastársa 1285–1291/1306 | Trónfosztásáig nem nősült meg, 1291-ben az egyiptomi hódítással megszűnik a Jeruzsálemi Királyság, attól kezdve a ciprusi királyok címzetes jeruzsálemi királyok lettek, első, tényleges uralkodása alatt nem volt házastársa 1285–1291/1306 | Trónfosztásáig nem nősült meg, 1291-ben az egyiptomi hódítással megszűnik a Jeruzsálemi Királyság, attól kezdve a ciprusi királyok címzetes jeruzsálemi királyok lettek, első, tényleges uralkodása alatt nem volt házastársa 1285–1291/1306 | Trónfosztásáig nem nősült meg, 1291-ben az egyiptomi hódítással megszűnik a Jeruzsálemi Királyság, attól kezdve a ciprusi királyok címzetes jeruzsálemi királyok lettek, első, tényleges uralkodása alatt nem volt házastársa 1285–1291/1306 | II. Henrik                          |
| – | | Szaven-Pahlavuni Izabella kormányzóné | II. Leó örmény király (Szaven-Pahlavuni-ház) | 1276. január 12./1277. január 11. | 1293. január 7./1294. január 6. | 1306. április 26. férje trónra lépte | 1310. június 5. férje meggyilkolása | 1323. április 9. előtt/május | Lusignan Amalrik Ciprus kormányzója |
| – | | Aragóniai Konstancia királyné | II. Frigyes szicíliai király (Barcelonai-ház) | 1306 | 1317. október 16., Nicosia házasságkötése és koronázása | 1317. október 16., Nicosia házasságkötése és koronázása | 1324. augusztus 31. férje halála | 1344. június 19. után | II. Henrik újra                     |
| – | | Ibelin Aliz királyné | Ibelin Guido nicosiai úr (Ibelin-ház) | 1304/06 | 1318. június 18. pápai diszpenzáció | 1324. március 31. férje trónra lépte 1324. április 15., Nicosia koronázása | 1359. október 10. férje halála | 1386. augusztus 6. után | IV. Hugó                            |
| – | | Aragóniai Eleonóra királyné | I. Péter ribagorçai gróf (Barcelonai-ház) | 1333 | 1353. szeptember | 1358. november 24., Nicosia koronázása 1359 október 10. férje trónra lépte | 1369. január 16. férje meggyilkolása | 1417. december 26. | I. Péter                            |
| – | | Visconti Valentina királyné | I. Barnabás milánói úr (Visconti-ház) | 1360/1362 | 1378. július/augusztus | 1378. július/augusztus | 1382. október 13. férje halála | 1393. szeptember előtt | II. Péter                           |
| – | | Braunschweigi Helvis királyné | Fülöp braunschweig–grubenhageni herceg (Welf-ház) | 1353/54 március után | 1365. május 1. | 1382. október 13. férje trónra lépte | 1398. szeptember 9. férje halála | 1421. január 15./1422. január 15. | I. Jakab                            |
| – | | Visconti Anglesia királyné | I. Barnabás milánói úr (Visconti-ház) | 1374/80 | 1400. január után | 1400. január után | 1408 válás | 1439. október 12. | I. Janus                            |
| | | Bourbon Sarolta királyné | I. János la marche-i gróf (Bourbon-ház) | 1388 | 1411. augusztus 25. | 1411. augusztus 25. | 1422. január 15. | 1422. január 15. | I. Janus                            |
| – | | Palaiologina Amadea királyné | János Jakab montferrati őrgróf (Palaiologosz-ház) | 1420 (körül) | 1440. július 13., Nicosia házasságkötése és koronázása | 1440. július 13., Nicosia házasságkötése és koronázása | 1440. szeptember 13. | 1440. szeptember 13. | II. János                           |
| – | | Palaiologina Ilona királyné | II. Teodor moreai despota (Palaiologosz-ház) | 1428. február 3. | 1442. február 3. | 1442. február 3. | 1458. április 11. | 1458. április 11. | II. János                           |
| | | Savoyai Lajos a királynő férje iure uxoris király | I. Lajos savoyai herceg (Savoyai-ház) | 1436. június 5. | 1459. október 4., Nicosia házasságkötése 1459. október 7., Nicosia koronázása, amivel elnyeri a iure uxoris királyi címet | 1459. október 4., Nicosia házasságkötése 1459. október 7., Nicosia koronázása, amivel elnyeri a iure uxoris királyi címet | 1460. szeptember 26. Sarolta fattyú bátyja elfoglalja Nicosiát, ezzel a sziget kettészakad, a polgárháború kezdete. 1461. szeptember Feleségével formális lemondás nélkül elhagyják a szigetet. 1464. Híveik is elhagyják a szigetet, a polgárháborút Sarolta bátyja nyeri | 1482. július 16. | I. Sarolta                          |
| | | Cornaro Katalin királyné | Marco Cornaro velencei patrícius (Cornaro család) | 1454. április 30./november 25. | 1472. december, Famagusta | 1472. december, Famagusta | 1473. július 10. férje halála | 1510. július 10. | II. (Fattyú) Jakab                  |
| Két nappal az első születésnapja előtt meghalt 1473–1474 | Két nappal az első születésnapja előtt meghalt 1473–1474 | Két nappal az első születésnapja előtt meghalt 1473–1474 | Két nappal az első születésnapja előtt meghalt 1473–1474 | Két nappal az első születésnapja előtt meghalt 1473–1474 | Két nappal az első születésnapja előtt meghalt 1473–1474 | Két nappal az első születésnapja előtt meghalt 1473–1474 | Két nappal az első születésnapja előtt meghalt 1473–1474 | Két nappal az első születésnapja előtt meghalt 1473–1474 | III. (Utószülött) Jakab             |
| Férje halála után nem házasodott újra, a Velencei Köztársaság megakadályozta ebben, így uralkodása alatt nem volt királyi hitves 1474–1489 | Férje halála után nem házasodott újra, a Velencei Köztársaság megakadályozta ebben, így uralkodása alatt nem volt királyi hitves 1474–1489 | Férje halála után nem házasodott újra, a Velencei Köztársaság megakadályozta ebben, így uralkodása alatt nem volt királyi hitves 1474–1489 | Férje halála után nem házasodott újra, a Velencei Köztársaság megakadályozta ebben, így uralkodása alatt nem volt királyi hitves 1474–1489 | Férje halála után nem házasodott újra, a Velencei Köztársaság megakadályozta ebben, így uralkodása alatt nem volt királyi hitves 1474–1489 | Férje halála után nem házasodott újra, a Velencei Köztársaság megakadályozta ebben, így uralkodása alatt nem volt királyi hitves 1474–1489 | Férje halála után nem házasodott újra, a Velencei Köztársaság megakadályozta ebben, így uralkodása alatt nem volt királyi hitves 1474–1489 | Férje halála után nem házasodott újra, a Velencei Köztársaság megakadályozta ebben, így uralkodása alatt nem volt királyi hitves 1474–1489 | Férje halála után nem házasodott újra, a Velencei Köztársaság megakadályozta ebben, így uralkodása alatt nem volt királyi hitves 1474–1489 | I. (Cornaro) Katalin                |
| Miután egyetlen fia, Savoyai Hugó ciprusi királyi herceg kiskorában elhunyt, valamint a fogadott fia, Aragóniai Alfonz, I. Ferdinánd nápolyi király természetes fia révén nem tudta visszaszerezni a trónját, I. Sarolta ciprusi királynő 1485-ben örökösödési szerződést köt unokaöccsével, I. Károly savoyai herceggel, I. Janus ciprusi király dédunokájával, és a trónfosztott királynő évjáradék fejében a Savoyai-házra hagyja a ciprusi, jeruzsálemi és örmény királyi címét. Sarolta halála (1487) után a Savoyai-ház mindenkori feje viseli a Ciprus, Jeruzsálem és Örményország királya címeket egészen 1946-ig, II. Umbertó olasz király olaszországi trónfosztásáig. 1487–1946 | Miután egyetlen fia, Savoyai Hugó ciprusi királyi herceg kiskorában elhunyt, valamint a fogadott fia, Aragóniai Alfonz, I. Ferdinánd nápolyi király természetes fia révén nem tudta visszaszerezni a trónját, I. Sarolta ciprusi királynő 1485-ben örökösödési szerződést köt unokaöccsével, I. Károly savoyai herceggel, I. Janus ciprusi király dédunokájával, és a trónfosztott királynő évjáradék fejében a Savoyai-házra hagyja a ciprusi, jeruzsálemi és örmény királyi címét. Sarolta halála (1487) után a Savoyai-ház mindenkori feje viseli a Ciprus, Jeruzsálem és Örményország királya címeket egészen 1946-ig, II. Umbertó olasz király olaszországi trónfosztásáig. 1487–1946 | Miután egyetlen fia, Savoyai Hugó ciprusi királyi herceg kiskorában elhunyt, valamint a fogadott fia, Aragóniai Alfonz, I. Ferdinánd nápolyi király természetes fia révén nem tudta visszaszerezni a trónját, I. Sarolta ciprusi királynő 1485-ben örökösödési szerződést köt unokaöccsével, I. Károly savoyai herceggel, I. Janus ciprusi király dédunokájával, és a trónfosztott királynő évjáradék fejében a Savoyai-házra hagyja a ciprusi, jeruzsálemi és örmény királyi címét. Sarolta halála (1487) után a Savoyai-ház mindenkori feje viseli a Ciprus, Jeruzsálem és Örményország királya címeket egészen 1946-ig, II. Umbertó olasz király olaszországi trónfosztásáig. 1487–1946 | Miután egyetlen fia, Savoyai Hugó ciprusi királyi herceg kiskorában elhunyt, valamint a fogadott fia, Aragóniai Alfonz, I. Ferdinánd nápolyi király természetes fia révén nem tudta visszaszerezni a trónját, I. Sarolta ciprusi királynő 1485-ben örökösödési szerződést köt unokaöccsével, I. Károly savoyai herceggel, I. Janus ciprusi király dédunokájával, és a trónfosztott királynő évjáradék fejében a Savoyai-házra hagyja a ciprusi, jeruzsálemi és örmény királyi címét. Sarolta halála (1487) után a Savoyai-ház mindenkori feje viseli a Ciprus, Jeruzsálem és Örményország királya címeket egészen 1946-ig, II. Umbertó olasz király olaszországi trónfosztásáig. 1487–1946 | Miután egyetlen fia, Savoyai Hugó ciprusi királyi herceg kiskorában elhunyt, valamint a fogadott fia, Aragóniai Alfonz, I. Ferdinánd nápolyi király természetes fia révén nem tudta visszaszerezni a trónját, I. Sarolta ciprusi királynő 1485-ben örökösödési szerződést köt unokaöccsével, I. Károly savoyai herceggel, I. Janus ciprusi király dédunokájával, és a trónfosztott királynő évjáradék fejében a Savoyai-házra hagyja a ciprusi, jeruzsálemi és örmény királyi címét. Sarolta halála (1487) után a Savoyai-ház mindenkori feje viseli a Ciprus, Jeruzsálem és Örményország királya címeket egészen 1946-ig, II. Umbertó olasz király olaszországi trónfosztásáig. 1487–1946 | Miután egyetlen fia, Savoyai Hugó ciprusi királyi herceg kiskorában elhunyt, valamint a fogadott fia, Aragóniai Alfonz, I. Ferdinánd nápolyi király természetes fia révén nem tudta visszaszerezni a trónját, I. Sarolta ciprusi királynő 1485-ben örökösödési szerződést köt unokaöccsével, I. Károly savoyai herceggel, I. Janus ciprusi király dédunokájával, és a trónfosztott királynő évjáradék fejében a Savoyai-házra hagyja a ciprusi, jeruzsálemi és örmény királyi címét. Sarolta halála (1487) után a Savoyai-ház mindenkori feje viseli a Ciprus, Jeruzsálem és Örményország királya címeket egészen 1946-ig, II. Umbertó olasz király olaszországi trónfosztásáig. 1487–1946 | Miután egyetlen fia, Savoyai Hugó ciprusi királyi herceg kiskorában elhunyt, valamint a fogadott fia, Aragóniai Alfonz, I. Ferdinánd nápolyi király természetes fia révén nem tudta visszaszerezni a trónját, I. Sarolta ciprusi királynő 1485-ben örökösödési szerződést köt unokaöccsével, I. Károly savoyai herceggel, I. Janus ciprusi király dédunokájával, és a trónfosztott királynő évjáradék fejében a Savoyai-házra hagyja a ciprusi, jeruzsálemi és örmény királyi címét. Sarolta halála (1487) után a Savoyai-ház mindenkori feje viseli a Ciprus, Jeruzsálem és Örményország királya címeket egészen 1946-ig, II. Umbertó olasz király olaszországi trónfosztásáig. 1487–1946 | Miután egyetlen fia, Savoyai Hugó ciprusi királyi herceg kiskorában elhunyt, valamint a fogadott fia, Aragóniai Alfonz, I. Ferdinánd nápolyi király természetes fia révén nem tudta visszaszerezni a trónját, I. Sarolta ciprusi királynő 1485-ben örökösödési szerződést köt unokaöccsével, I. Károly savoyai herceggel, I. Janus ciprusi király dédunokájával, és a trónfosztott királynő évjáradék fejében a Savoyai-házra hagyja a ciprusi, jeruzsálemi és örmény királyi címét. Sarolta halála (1487) után a Savoyai-ház mindenkori feje viseli a Ciprus, Jeruzsálem és Örményország királya címeket egészen 1946-ig, II. Umbertó olasz király olaszországi trónfosztásáig. 1487–1946 | Miután egyetlen fia, Savoyai Hugó ciprusi királyi herceg kiskorában elhunyt, valamint a fogadott fia, Aragóniai Alfonz, I. Ferdinánd nápolyi király természetes fia révén nem tudta visszaszerezni a trónját, I. Sarolta ciprusi királynő 1485-ben örökösödési szerződést köt unokaöccsével, I. Károly savoyai herceggel, I. Janus ciprusi király dédunokájával, és a trónfosztott királynő évjáradék fejében a Savoyai-házra hagyja a ciprusi, jeruzsálemi és örmény királyi címét. Sarolta halála (1487) után a Savoyai-ház mindenkori feje viseli a Ciprus, Jeruzsálem és Örményország királya címeket egészen 1946-ig, II. Umbertó olasz király olaszországi trónfosztásáig. 1487–1946 | Savoyai-ház                         |

## Külső hivatkozások
- FMG/Cyprus Kings Genealogy – 2014. május 9.
- FMG/Jerusalem Kings Genealogy – 2014. május 9.